# Trogocryptoides shintaroi
Trogocryptoides shintaroi es una especie de coleóptero de la familia Salpingidae.

## Distribución geográfica
Habita en Japón.